# Romano De Marco
Romano De Marco (Francavilla al Mare, 6 ottobre 1965) è uno scrittore italiano.

## Biografia
Esordisce nella scrittura nel 2009 con il romanzo Ferro e fuoco, pubblicato nella collana Il Giallo Mondadori (n. 2974 del marzo 2009) e ripubblicato in libreria, nel 2012, da Edizioni Pendragon. Nel 2011 esce il suo secondo romanzo Milano a mano armata, con la prefazione di Eraldo Baldini per l'editore Foschi di Forlì. Con questo secondo lavoro vince il premio "Lomellina in giallo" nel 2012. A gennaio 2013 pubblica A casa del diavolo per la collana TimeCrime dell'editore Fanucci di Roma, classificatosi secondo al premio Nebbia Gialla 2013, e selezionato per il Premio Scerbanenco 2013.
Nel gennaio 2014 pubblica il suo quarto romanzo Io la troverò, per la collana Fox Crime di Feltrinelli. Il romanzo si classifica secondo al Premio Nebbia Gialla 2014 e finalista al Premio Scerbanenco 2014.
Nel 2015 pubblica due romanzi con Feltrinelli: Città di polvere  (finalista al Premio Scerbanenco 2015 e pubblicato in Spagna col titolo Ciudad de polvo) e Morte di Luna. Nel 2017 passa all'editore Piemme del gruppo Mondadori con il thriller L'uomo di casa (vincitore premio lettori al premio Scerbanenco 2017). Il 27 marzo 2018, sempre per Piemme, esce il romanzo Se la notte ti cerca (premio Fedeli 2018) e il 18 giugno 2019 Nero a Milano (Premio Scerbanenco lettori 2019, Premio Nebbiagialla 2020, Premio Giallo Ceresio 2020) che segna il ritorno dei personaggi Marco Tanzi e Luca Betti, già protagonisti di romanzi pubblicati con l'editore Feltrinelli. Il 9 giugno 2020 esce, sempre per Piemme Il cacciatore di anime. Nel 2021 pubblica Un po' meno di niente (con lo pseudonimo Vanni Sbragia) e Storie del borgo senza tempo (raccolta di racconti inediti) entrambi con l'editore Fernandel di Ravenna. Nel 2022 esce il suo thriller La casa sul promontorio con Salani editore e il 19 giugno 2023 Codice di Ferro per Camena Editore di Cagliari. A maggio 2025 esce il suo nuovo romanzo dal titolo Dimenticare Milano per l'editore UBAGU press, quarto capitolo della serie "Nero a Milano".
Con i suoi racconti ha partecipato a più di venti antologie, tra le quali Nessuna più (2013, Elliot), curata da Marilù Oliva; Giallo di rigore (Mondadori 2016); Gli stonati (Neo Edizioni, 2017); Delitti al museo (Mondadori 2019); Indaga Detective (PIEMME 2022). Ha pubblicato inoltre racconti e articoli su Linus, su Micromega e sul Corriere della Sera.
Ha pubblicato racconti in ebook per l'editore Delos Digital nella collana Sex Force (poi rinominata Dream Force), diretta da Stefano Di Marino; ha collaborato con la rivista Writer's Magazine Italia, diretta da Franco Forte; ha scritto articoli per i periodici del Giallo Mondadori; collabora con il blog Libroguerriero, è stato direttore artistico del festival "Giallo di sera a Ortona" dal 2019 al 2021 ed è collaboratore del Festival letterario del Monreale (in provincia di Cagliari) dal 2020.
Ha tenuto e tiene tuttora corsi e workshop sulla scrittura di genere Crime, con Associazione Canto 31 (Bologna) Morellini Editore (Milano) Scuola Passaggi (Fano) Associazione Il Comune delle idee (Ortona).
È dirigente responsabile safety del gruppo bancario BPER Banca.

## Opere

### Stile
Le sue opere sono ispirate, fra l'altro, al genere cinematografico cosiddetto del poliziottesco di cui è un estimatore, collezionista e storico. Tale ascendenza è ribadita anche da Luca Crovi, che ne scrive: "De Marco è abilissimo nel miscelare noir e action thriller in una storia dal ritmo cinematografico [...] tenendo presente negli inseguimenti anche il ritmo adrenalinico di videogiochi" . 

### Romanzi
- Ferro e fuoco, Il Giallo Mondadori n. 2974, 2009. Pendragon, 2012. ISBN 978-8865981153
- Milano a mano armata, Foschi Editore, 2011, in ebook per Pickwick, 2020. ISBN 978-8866010180
- A casa del diavolo, Time Crime Fanucci, 2013, Pickwick 2020. ISBN 978-8866880523
- Morte di Luna, Feltrinelli Zoom Filtri, 2015, Pickwick 2020. ISBN 978-8858853894
- L'uomo di casa, Piemme, 2017, Pickwik, 2018. ISBN 978-8856657258
- Se la notte ti cerca, Piemme, 2018. ISBN 978-8856663938
- Il cacciatore di anime, Piemme, 2020. ISBN 978-8856675153
- Un po' meno di niente (con lo pseudonimo Vanni Sbragia), Fernandel Editore, 2021. ISBN  978-8832207255
- Storie del borgo senza tempo - nel paese del cacciatore di anime (antologia di racconti inediti), Fernandel Editore, 2021. ISBN  978-8832207330
- La casa sul promontorio, Salani Editore, 2022. ISBN  978-8831011341
- Codice di Ferro, Camena Edizioni, 2023. ISBN  979-1280797056

### Romanzi della serie "Nero a Milano"
- Io la troverò, Feltrinelli Fox Crime, 2014. ISBN 978-8807886263
- Città di polvere, Feltrinelli, 2015. ISBN 978-8807031472
- Nero a Milano, Piemme, 2019 ISBN 978-8856672237, Pickwick, 2021 ISBN 978-8855446211
- Dimenticare Milano, Ubagu press, 2025 ISBN 979-1282079020.

### Romanzi e racconti pubblicati solo in ebook
- Sesso e fuoco, collana Dream Force, diretta da Stefano Di Marino, Delos Digital, 2013. ISBN 978-8867751181
- Missione Granny, collana Dream Force, diretta da Stefano Di Marino, Delos Digital, 2014. ISBN 978-8867752157
- Kiss kiss, gang bang, collana Dream Force, diretta da Stefano Di Marino, Delos Digital, 2014. ISBN 978-8867753802
- Laura Damiani: Undercover pubblicato da Kobo per la promozione Un'estate in nero , agosto 2018. ISBN 978-8858520802

### Romanzi tradotti all'estero
- Desaparecida, Algaida editores, 2015. (traduzione in spagnolo di Io la troverò).
- Ciudad de polvo, Algaida editores, 2016. (Traduzione in spagnolo di Città di polvere).
- En casa del diablo, Boveda editores, 2017. (Traduzione in spagnolo di A casa del diavolo).
- Manden I Huset, Forlaget Mellemgaard, 2023. (Traduzione in danese di L'uomo di casa).
- Nar Natten Opsuger Dig, Forlaget Mellemgaard, 2023. (Traduzione in danese di Se la notte ti cerca).

### Audiolibri
- Se la notte ti cerca (letto da Alessandra De luca) Audible, agosto 2018.
- Città di polvere (letto da Francesco Ciccioni) Audible, dicembre 2018.
- Io la troverò (letto da Francesco Ciccioni) Audible, gennaio 2019.
- L'uomo di casa (letto da Alessandra De luca) Storytel, maggio 2019.
- Morte di Luna (letto da Francesco Ciccioni) Audible, agosto 2019.
- Nero a Milano (letto da Alessandra De luca) Audible, novembre 2019.
- Ferro e fuoco (letto da Luca Sandri) Storytel, marzo 2020.
- Codice di Ferro (letto da Luca Sandri) Storytel, aprile 2020.
- Milano a mano armata (letto da Luca Sandri) Storytel, maggio 2020.
- A casa del diavolo (letto da Luca Sandri) Storytel, giugno 2020.
- Il Cacciatore di Anime (letto da Dario Dossena) Storytel, giugno 2020.
- La casa sul promontorio (letto da Luca Sandri) Storytel, gennaio 2024.

### Graphic novel
- Milano a mano armata (disegni di Mario Schiano, sceneggiatura Emanuele Bissattini) Round Robin, luglio 2020. ISBN 88-94953-50-5

## Premi
- Lomellina in giallo 2012 vincitore.
- Montesilvano scrive 2015 vincitore.
- Premio Scerbanenco 2017 finalista e vincitore premio dei lettori.
- Premio Fedeli 2018 vincitore.
- Premio Scerbanenco 2019 finalista e vincitore premio dei lettori.
- Premio Nebbiagialla 2020 vincitore.
- Premio Giallo Ceresio 2020 vincitore.
- Premio PHF Paul Harris Fellow assegnato dal Rotary Club Ortona - Premio "i rami"  2023.